# Republika małolatów
Republika małolatów (ang. Kid Nation) – amerykański reality show, emitowany przez stację CBS w 2007 roku.
Program prowadzi Jonathan Karsh. W programie bierze udział 40 dzieci w wieku od 8 do 15 lat, które przez 40 dni, próbują stworzyć w pełni funkcjonujące społeczeństwo bez pomocy i nadzoru dorosłych. Program rozgrywa się w mieście Bonanza City w stanie Nowy Meksyk, około 13 kilometrów na południe od Santa Fe. Program kładzie nacisk na podkreślenie problemów związanych z utworzeniem zdolnego do życia społeczeństwa. Każde dziecko otrzymało na zachętę 5000 dolarów. Główną nagrodą są Złote Gwiazdy warte 20 i 50 tys. dolarów, które w trakcie programu przyznaje rada miejska najbardziej zasłużonym uczestnikom.

## Opis
W opuszczonym mieście Bonanza City, 40 dzieci w wieku 8-15 lat z różnych środowisk zostaje podzielonych na cztery grupy: czerwoną, zieloną, żółtą i niebieską. Każda z nich mieszka w innej dzielnicy. Wspólnie jednak wybierają radnych miasta, po jednym z każdej grupy, którzy podejmują w imieniu całej społeczności najważniejsze decyzje. Przyznają także Złote Gwiazdy, które warte są 20 tys. dolarów. Dostają je ci, którzy najbardziej zasłużyli się dla miasta, byli przyjaźni i pomagali innym mieszkańcom. Co kilka dni odbywają się wyzwania, w których każda z dzielnic walczy o to, by zostać jak najwyższą klasą. Najgorsza to robotnicy, nieco lepszą grupę stanowią kucharze, sklepikarze i klasa wyższa, która posiada pewien przywilej - brak narzuconej im pracy w mieście. Ponadto jeżeli w czasie wyzwania każda z grup wykona w określonym czasie swoje zadanie, miasto otrzyma nagrodę specjalną. Do wyboru są zawsze dwie nagrody, a radni decydują, która nagroda stanie się częścią miasta. Zwykle jedna służy rozrywce, a druga ułatwia życie w mieście.

## Kontrowersje
Jeszcze przed premierą okazało się, że jest to najbardziej kontrowersyjny program 2007 roku. Chociaż promował go jedynie czterominutowy zwiastun emitowany w telewizji i internecie to wystarczyło, by wywołać ostrą krytykę. Felietonista magazynu Variety Brian Lowry napisał, że "Republika małolatów to tylko kolejny program rozrywkowy, w którym dzieci służą zwiększeniu oglądalności i zysków, jednak nie jest to stały trend, co już jest mniej niepokojące". William Coleman, profesor pediatrii z Uniwersytetu Północnej Karoliny, argumentował, że młodsze dzieci w wieku od 8 do 12 lat, mogą sobie nie poradzić ze stresem, potencjalną sławą lub też zbyt wymagającymi rodzicami.
Przemawiając przed krytykami telewizyjnymi, producent programu Tom Forman stwierdził, że Republika małolatów ma pewne wspólne cechy z powieścią Williama Goldinga Władca much, która przedstawia losy samotnych dzieci po katastrofie samolotu. W czasie kręcenia programu dorośli byli obecni, ale poza kamerami. Operatorzy filmowi, producenci, lekarze i psycholog dziecięcy, próbowali w jak najmniejszym stopniu oddziaływać na dzieci i nie ingerować w ich działania. Choć uczestnicy przez ponad miesiąc nie chodzili do szkoły to Forman wyraził opinię, że w jego własnym mniemaniu codzienne obowiązki, takie jak przygotowywanie śniadania, noszenie wody, sprzątanie czy podejmowanie decyzji to dobra lekcja dorosłego życia. Dodał też, że wszyscy zostali przebadani przez zespół psychologów.
Reporterka Los Angeles Times Maria Elena Fernandez przeprowadziła wywiad z czwórką dzieci, które powiedziały, że choć się sporo napracowali to chętnie powtórzyliby to doświadczenie. Jak stwierdzili najtrudniejsza była dla nich ciągła obecność kamer.
Po premierze programu, wielu krytyków pisało niepochlebne recenzje na jego temat, łącznie ze sławnym krytykiem Los Angeles Times Robertem Lloydem.
Kontrowersje jakie pojawiły się wokół programu odstraszyły wielu reklamodawców i sponsorów, którzy nie chcieli brać udziału w przedsięwzięciu. Jednak od około trzeciego odcinka, kiedy największe emocje już nieco opadły, reklam zaczęło przybywać.

## Rada Miejska
|               | Pierwszy skład | Drugi skład | Trzeci skład |
| ------------- | -------------- | ----------- | ------------ |
| Niebiescy     | Anjay          | Anjay       | Greg         |
| Czerwoni      | Mike           | Guylan      | DK           |
| Zieloni       | Laurel         | Laurel      | Michael      |
| Żółci         | Taylor         | Zach        | Blaine       |
| Szeryf miasta | brak           | brak        | Sophia       |

## Streszczenia odcinków na podstawie wydarzeń
```
– już niedługo
```

| Lp. | Tytuł odcinka                     | Dzień | Data premiery w USA | Klasa Wyższa              | Sprzedawcy                | Kucharze                  | Robotnicy                 | Nagroda dla miasta                              | Złota Gwiazda            | Rezygnacje             | Oglądalność w USA (w mln) | Oglądalność w USA (w mln) |
| Lp. | Tytuł odcinka                     | Dzień | Data premiery w USA | Klasa Wyższa              | Sprzedawcy                | Kucharze                  | Robotnicy                 | Nagroda dla miasta                              | Złota Gwiazda            | Rezygnacje             | Całe rodziny              | Dorośli w wieku 18-49     |
| --- | --------------------------------- | ----- | ------------------- | ------------------------- | ------------------------- | ------------------------- | ------------------------- | ----------------------------------------------- | ------------------------ | ---------------------- | ------------------------- | ------------------------- |
| 1   | "I'm Trying to be a Leader Here!" | 1-4   | 19 września         | Czerwoni                  | Niebiescy                 | Żółci                     | Zieloni                   | Siedem Latryn                                   | Sophia                   | Jimmy                  | 5.8/10                    | 3.0/9                     |
| 2   | "To Kill or Not to Kill"          | 5-7   | 26 września         | Niebiescy                 | Czerwoni                  | Żółci                     | Zieloni                   | Brak (Wyzwanie Niezaliczone)                    | Michael                  | Brak                   | 4.8/8                     | 2.8/8                     |
| 3   | "Deal With It!"                   | 8-10  | 3 października      | Żółci                     | Niebiescy                 | Zieloni                   | Czerwoni                  | Mikrofalówka & Kakao                            | Mallory                  | Brak                   | 4.7/8                     | 2.4/7                     |
| 4   | "Bless Us and Keep Us Safe"       | 11-13 | 10 października     | Niebiescy                 | Czerwoni                  | Żółci                     | Zieloni                   | Święte Księgi Różnych Wyznań                    | Morgan                   | Cody                   | 4.3/7                     | 2.0/6                     |
| 5   | "Viva La Revolución!"             | 14-16 | 17 października     | Żółci                     | Zieloni                   | Czerwoni                  | Niebiescy                 | Produkty Do Higieny Jamy Ustnej                 | Greg                     | Brak                   | 4.7/8                     | 2.4/7                     |
| 6   | "Bonanza is Disgusting"           | 17-19 | 24 października     | Czerwoni                  | Zieloni                   | Żółci                     | Niebiescy                 | Owoce & Warzywa                                 | DK                       | Brak                   | 5.1/8                     | 2.5/7                     |
| 7   | "The Root Of All Evil"            | 20-22 | 31 października     | Niebiescy                 | Żółci                     | Zieloni                   | Czerwoni                  | Nowe Ubrania & Darmowa Pralnia                  | Nathan                   | Brak                   | 4.4/8                     | 2.0/7                     |
| 8   | "Starved for Entertainment"       | 23-25 | 7 listopada         | Zieloni                   | Niebiescy                 | Czerwoni                  | Żółci                     | Brak (Wyzwanie Niezaliczone)                    | Kennedy                  | Brak                   | 4.5/7                     | 2.1/6                     |
| 9   | "Not Even Close to Fair"          | 26-28 | 14 listopada        | Niebiescy                 | Żółci                     | Zieloni                   | Czerwoni                  | Brak (Wyzwanie Niezaliczone)                    | Blaine                   | Randi                  | 4.7/8                     | 2.4/7                     |
| 10  | "Let Me Talk!"                    | 29-31 | 21 listopada        | Niebiescy                 | Zieloni                   | Żółci                     | Czerwoni                  | Listy Od Rodzin                                 | Laurel                   | Brak                   | 4.3/7                     | 2.0/6                     |
| 11  | "I Just Like The Recess Part"     | 32-34 | 28 listopada        | Zieloni                   | Niebiescy                 | Żółci                     | Czerwoni                  | Salon Gier                                      | Hunter                   | Brak                   | 4.5/7                     | 2.1/6                     |
| 12  | "Where's Bonanza, Dude?"          | 35-37 | 5 grudnia           | Zieloni                   | Czerwoni                  | Niebiescy                 | Żółci                     | Lot Balonem                                     | Alex                     | Brak                   | 4.5/7                     | 2.2/6                     |
| 13  | "We've All Decided to Go Mad!"    | 38-40 | 12 grudnia          | Brak przydzielonych zadań | Brak przydzielonych zadań | Brak przydzielonych zadań | Brak przydzielonych zadań | Trzy złote gwiazdy, każda warta 50 tys. dolarów | Zach Sophia Morgan Miglė | Brak (ostatni odcinek) | 4.5/7                     | 2.2/6                     |

### Podsumowanie tabeli
|           | Klasa Wyższa | Sprzedawcy | Kucharze | Robotnicy | Złote gwiazdy (20tys.) | Złote gwiazdy (50tys.) | Rezygnacje |
| --------- | ------------ | ---------- | -------- | --------- | ---------------------- | ---------------------- | ---------- |
| Niebiescy | 5            | 4          | 1        | 2         | 4                      | 1                      | 0          |
| Zieloni   | 3            | 3          | 3        | 3         | 6                      | 2                      | 1          |
| Czerwoni  | 2            | 3          | 2        | 5         | 1                      | 0                      | 0          |
| Żółci     | 2            | 2          | 6        | 2         | 2                      | 0                      | 2          |

### Ranking oglądalności w USA
| Numer odcinka | Tytuł odcinka                     | Widzowie (w milionach) |
| ------------- | --------------------------------- | ---------------------- |
| 1             | "I'm Trying to Be a Leader Here!" | 9.4                    |
| 2             | "To Kill or Not to Kill"          | 7.6                    |
| 3             | "Deal With It!"                   | 7.51                   |
| 4             | "Bless Us and Keep Us Safe"       | 7.01                   |
| 5             | "Viva La Revolucion!"             | 7.41                   |
| 6             | "Bonanza is Disgusting"           | 8.03                   |
| 7             | "The Root of All Evil"            | 6.89                   |
| 8             | "Starved for Entertainment"       | 7.16                   |
| 9             | "Not Even Close to Fair"          | 7.53                   |
| 10            | "Let Me Talk!"                    | 6.88                   |
| 11            | "I Just Like the Recess Part"     | 7.29                   |
| 12            | "Where's Bonanza, Dude?"          | 7.2                    |
| 13            | "We've All Decided to Go Mad!"    | 7.35                   |

## Uczestnicy
Uczestnikami Republiki Małolatów są dzieci w przedziale wiekowym 8-15 lat. Tabela poniżej przedstawia kolor dzielnicy każdego z uczestników (z uwzględnieniem późniejszej zmiany), wiek w chwili rozpoczęcia programu, stan z jakiego pochodzi, dni, w których zasiadał w radzie miejskiej, dzień otrzymania złotej gwiazdy, opuszczenie Bonanza City przed dniem czterdziestym oraz ważniejsze adnotacje.
| [ 29 ] | [ 30 ] | Imię     | Wiek | Stan              | Radny Miejski | Złota Gwiazda     | Zrezygnował | Adnotacje                                     |
| ------ | ------ | -------- | ---- | ----------------- | ------------- | ----------------- | ----------- | --------------------------------------------- |
| N      | N      | Alex     | 9    | Nevada            |               | Dzień 37          | 40          |                                               |
| N      | N      | Anjay    | 12   | Teksas            | Dni 1-29      | 41                | 40          |                                               |
| N      | Ż      | Blaine   | 14   | Floryda           | Dni 29-40     | Dzień 28          | 40          | Zmieniona dzielnica w 9. odcinku              |
| Ż      | Ż      | Brett    | 11   | Minnesota         |               | 41                | 40          |                                               |
| Z      | Z      | Campbell | 10   | Georgia           |               | 41                | 40          |                                               |
| Ż      | Z      | Cody     | 9    | Ohio              |               | 41                | Dzień 13    |                                               |
| Ż      | Ż      | Colton   | 11   | Nevada            |               | 41                | 40          |                                               |
| Cz     | Cz     | Divad    | 11   | Georgia           |               | 41                | 40          |                                               |
| Cz     | Cz     | DK       | 14   | Illinois          | Dni 29-40     | Dzień 19          | 40          |                                               |
| Cz     | N      | Emilie   | 9    | Nevada            |               | 41                | 40          | Zmieniona dzielnica w 9. odcinku              |
| N      | N      | Giana    | 10   | Illinois          |               | 41                | 40          |                                               |
| Z      | Z      | Eric     | 14   | New Jersey        |               | 41                | 40          |                                               |
| N      | N      | Greg     | 15   | Nevada            | Dni 29-40     | Dzień 16          | 40          | Najstarszy uczestnik                          |
| Cz     | Cz     | Guylan   | 11   | Massachusetts     | Dni 16-29     | 41                | 40          |                                               |
| Z      | Z      | Hunter   | 12   | Georgia           |               | Dzień 34          | 40          |                                               |
| Cz     | Cz     | Jared    | 11   | Georgia           |               | 41                | 40          |                                               |
| Cz     | Cz     | Jasmine  | 11   | Georgia           |               | 41                | 40          |                                               |
| Z      | Z      | Jimmy    | 8    | New Hampshire     |               | 41                | Dzień 4     | Najmłodszy uczestnik                          |
| Ż      | Ż      | Kelsey   | 11   | Pensylwania       |               | 41                | 40          |                                               |
| Z      | Z      | Kennedy  | 12   | Kentucky          |               | Dzień 25          | 40          |                                               |
| Z      | Z      | Laurel   | 12   | Massachusetts     | Dni 1-29      | Dzień 31          | 40          |                                               |
| Ż      | Ż      | Leila    | 9    | Karolina Północna |               | 41                | 40          |                                               |
| Cz     | Cz     | Madison  | 11   | Teksas            |               | 41                | 40          |                                               |
| Cz     | Cz     | Maggie   | 14   | Minnesota         |               | 41                | 40          |                                               |
| N      | N      | Mallory  | 8    | Indiana           |               | Dzień 10          | 40          | 9. urodziny podczas 3. odcinka Siostra Olivii |
| Cz     | Cz     | Markelle | 12   | Georgia           |               | 41                | 40          |                                               |
| Z      | Z      | Michael  | 14   | Waszyngton        | Dni 29-40     | Dzień 7           | 40          | 15. urodziny podczas 11. odcinka              |
| N      | N      | Miglė    | 13   | Illinois          |               | Dzień 40          | 40          |                                               |
| Cz     | Cz     | Mike     | 11   | Waszyngton        | Dni 1-16      | 41                | 40          |                                               |
| Z      | Z      | Morgan   | 12   | Indiana           |               | Dzień 13 Dzień 40 | 40          |                                               |
| N      | N      | Natasha  | 13   | Floryda           |               | 41                | 40          |                                               |
| N      | Cz     | Nathan   | 11   | Illinois          |               | Dzień 22          | 40          | Zmieniona dzielnica w 9. odcinku              |
| N      | N      | Olivia   | 12   | Indiana           |               | 41                | 40          | Siostra Mallory                               |
| Ż      | Ż      | Pharaoh  | 12   | Pensylwania       |               | 41                | 40          |                                               |
| Ż      | Z      | Randi    | 11   | Nevada            |               | 41                | Dzień 28    |                                               |
| Z      | Z      | Savannah | 10   | Kentucky          |               | 41                | 40          |                                               |
| Z      | Z      | Sophia   | 14   | Floryda           |               | Dzień 4 Dzień 40  | 40          | Mianowana na szeryfa w odcinku 11.            |
| Ż      | Ż      | Sophie   | 10   | Waszyngton        |               | 41                | 40          |                                               |
| Ż      | Ż      | Taylor   | 10   | Georgia           | Dni 1-16      | 41                | 40          | 11. urodziny w 7. odcinku                     |
| Ż      | Ż      | Zach     | 10   | Floryda           | Dni 16-29     | Dzień 39          | 40          |                                               |

## Wyróżnienia
Magazyn Time uznał go jednym z 10 najlepszych programów telewizyjnych 2007 roku, przyznając mu w tym rankingu 10 miejsce.
Nominowany był do prestiżowej nagrody Emmy.
Przyznano mu też nominację do nagrody Young Artist Award za najlepszy rodzinny program typu reality show i dokument.

## Drugi sezon
Telewizja CBS planowała nakręcenie drugiego sezonu, pojawiły się formularze zgłoszeniowe do drugiej serii, jednak z nieznanych przyczyn produkcja nie doszła do skutku.